# 芹澤大介
芹澤 大介（せりざわ だいすけ、1964年11月29日 - ）は東京都出身のプロゴルファー。

## 来歴
日本大学時代に関東学生、朝日杯全日本学生で優勝し、1985年には日本学生で4位、1986年には日本アマで9位タイに入った。
プロ転向1年目の1989年 に和歌山オープンで優勝し、1991年の水戸グリーンオープンでは中村輝夫・福沢孝秋・坂下定夫と並んで松永一成の2位タイに入る。
1992年にはJCBクラシック仙台で中村通・金子柱憲・奥田靖己・陳志明（中華民国）と並んでの3位タイ 、茨城オープンで加藤仁・岩下吉久に次ぐと同時に大井手哲と並んでの3位タイに入る。
1993年にはゼンリン福岡オープンで優勝し  、1994年には東建コーポレーションカップで初日に3アンダーで首位に並び、中日クラウンズで丸山智弘、リック・ギブソン（カナダ）、リー・ジャンセン（アメリカ）と並んでの4位タイ に入る。
1996年の水戸グリーンオープンで中尾豊健・小溝高夫・平石武則を抑えて優勝し、1997年にはNST新潟オープンで細川和彦・佐々木久行に次ぐ3位に入り、1999年の東急大分オープンを優勝。
1998年のNST新潟オープンでは2日目に通算6アンダーで3位タイに着け、3日目には16番まではノーボギーの6バーディで、17番ショートで初ボギーとしたが続く18番で取り返して66とスコアを沈め、通算12アンダーで単独首位に浮上した。
2010年はオフに静岡県熱海の砂浜で跳んだり跳ねたりするなど、自身の体重と、柔らかな砂地を効率よく利用したトレーニングで鍛えた。ツアーはファイナルQT36位の資格でツアーに8年ぶりの本格参戦し、日本プロに大会独自の予選会から出場。初日の出だしの1番で15ヤードのロブショットをチップインし、3番パー4では100ヤードの第2打を54度のウェッジで直接決めてイーグルを奪うなど、絵に描いたようなロケットスタートを決める。首位久保谷健一と1打差2位タイに片山晋呉と共に着け、芹澤は「年に1度しかない快進撃」と笑った。
2012年のダイヤモンドカップを最後にレギュラーツアーから引退し、2015年からはシニアに転向。
シニア入りを前にトレーニングで体力強化と飛距離アップに成功したほか、精度アップを目標に100ヤード以内のショットを練習しパーセーブ率が向上。4試合目の日本シニアオープンでは初日に無難な立ち上がりから13、14番と連続バーディを先行させ、堅実なプレーを展開。3バーディ、ノーボギーと上々のスタートを切り、尾崎直道・加瀬秀樹と並んでの6位タイに入った。
2016年の神奈川県シニアオープンでは真板潔と共に譲らず両者ともイーブンパー722でホールアウトし、勝負はサドンデスのプレーオフとなる。プレーオフ最初の8番で両者ともナイスドライブでフェアウェーをキープし、残り75ヤードを58度のウェッジで先に打った芹澤が1.5mにオン。 真板も5mの共にバーディチャンスとなるが、ファーストパットを惜しくも外した真板を見た芹澤は上りのスライスラインをど真ん中に入れるバーディで死闘に決着を付け、優勝と同時にファンケルクラシックの出場権を獲得。

## 主な優勝
レギュラー
- 1989年 - 和歌山オープン
- 1993年 - ゼンリン福岡オープン
- 1996年 - 水戸グリーンオープン
- 1999年 - 東急大分オープン

シニア
- 2016年 - 神奈川県シニアオープン